# Cosmòdrom de Svobodni
El cosmòdrom de Svobodni (rus: Космодром «Свободный») és una port espacial rus utilitzat des de 1996 i situada en l'óblast de l'Amur (Sibèria).
Es va construir originalment com un polígon de llançament de míssils balístics intercontinentals, però després de la fragmentació de l'URSS es va redissenyar com un substitut del Cosmòdrom de Baikonur, que havia quedat en territori estranger. No obstant això, no es va completar el desenvolupament per problemes econòmics. Des de llavors, s'usa per llançar coets espacials del tipus Start desenvolupats pel MITT a partir de dissenys de míssils balístics.
En 2005, després de la renovació del lloguer de Baikonur per part de l'Agència Espacial Russa, aquesta va decidir que no necessitava un segon cosmòdrom i es va decretar el seu tancament. No obstant això, se segueix utilitzant ocasionalment per llançar algun satèl·lit, com l'EROS israelià en 2006.
En 2007, es va determinar que Svobodni formaria part de les instal·lacions del futur Cosmòdrom Oriental.